# Новозареченское сельское поселение
Новозареченское се́льское поселе́ние — муниципальное образование в Бавлинском районе Татарстана Российской Федерации.
Административный центр — посёлок Новозареченск.

## История
Статус и границы сельского поселения установлены Законом Республики Татарстан от 31 января 2005 года № 16-ЗРТ «Об установлении границ территорий и статусе муниципального образования "Бавлинский муниципальный район" и муниципальных образований в его составе».

## Население
| 2010  | 2011  | 2012  | 2013  | 2014  | 2015  | 2016  |
| ----- | ----- | ----- | ----- | ----- | ----- | ----- |
| 1530  | ↘1525 | ↘1498 | ↘1480 | ↘1471 | ↘1417 | ↘1392 |
| 2017  | 2018  |       |       |       |       |       |
| ↘1347 | ↘1338 |       |       |       |       |       |

## Состав сельского поселения
| № | Населённый пункт | Тип населённого пункта          | Население |
| - | ---------------- | ------------------------------- | --------- |
| 1 | Дмитриевка       | село                            |           |
| 2 | Измайлово        | деревня                         |           |
| 3 | Николашкино      | село                            |           |
| 4 | Новозареченск    | посёлок, административный центр |           |
| 5 | Таллы-Куль       | посёлок                         |           |